# Omonadus jeanneli
Omonadus jeanneli is een keversoort uit de familie snoerhalskevers (Anthicidae). De wetenschappelijke naam van de soort is voor het eerst geldig gepubliceerd in 1962 door Bonadona.